# Феррейра, Эллис
Эллис Феррейра (англ. Ellis Ferreira; род. 19 февраля 1970, Претория) — южноафриканский профессиональный теннисист, специалист по игре в парах.
- Бывшая вторая ракетка мира в парном разряде
- Победитель Открытого чемпионата Австралии 2000 года в мужском парном разряде и Открытого чемпионата Австралии 2001 года в смешанном парном разряде
- В общей сложности победитель 18 турниров в мужском парном разряде

## Общая информация
Эллис Феррейра не состоит в родстве с другим известным южноафриканским теннисистом, Уэйном Феррейрой.
Эллис вырос в Дурбане и в 1992 году окончил Алабамский университет по специальности «Маркетинг». Эллис Феррейра женат с 1992 года, от жены Эшли у него родились две дочери.
В 2005 году Эллис Феррейра запустил производство детской спортивной одежды, а в 2007 году был назначен помощником тренера теннисной команды Вашингтон-колледжа. Он также преподавал в теннисной академии во Флориде вместе с Джоном Иглтоном и Паулом фон Саманом, а затем в спортивном центре города Веставиа-Хиллс (Алабама).

## Игровая карьера
| Рейтинг в парном разряде в конце года | Рейтинг в парном разряде в конце года | Рейтинг в парном разряде в конце года | Рейтинг в парном разряде в конце года | Рейтинг в парном разряде в конце года |
| ------------------------------------- | ------------------------------------- | ------------------------------------- | ------------------------------------- | ------------------------------------- |
| 1991                                  |                                       |                                       | 569                                   |                                       |
| 1992                                  |                                       |                                       | 407                                   |                                       |
| 1993                                  |                                       |                                       | 137                                   |                                       |
| 1994                                  |                                       |                                       | 64                                    |                                       |
| 1995                                  |                                       |                                       | 68                                    |                                       |
| 1996                                  |                                       |                                       | 13                                    |                                       |
| 1997                                  |                                       |                                       | 10                                    |                                       |
| 1998                                  |                                       |                                       | 10                                    |                                       |
| 1999                                  |                                       |                                       | 13                                    |                                       |
| 2000                                  |                                       |                                       | 5                                     |                                       |
| 2001                                  |                                       |                                       | 15                                    |                                       |
| 2002                                  |                                       |                                       | 52                                    |                                       |
| источник: Рейтинг на сайте АТР        |                                       |                                       |                                       |                                       |

Эллис Феррейра начал играть в теннис с пяти лет. В университетские годы трижды включался в символическую любительскую сборную Северной Америки в парном разряде, а в 1989 году, выступая за Алабамский университет, выиграл со старшим братом Клинтоном студенческий чемпионат Юго-Восточной конференции.
Почти с самого начала карьеры Эллис Феррейра, не обладавший пушечным ударом, но любивший выходы к сетке, сосредоточился на игре в парах, к 1996 году полностью отказавшись от игры в одиночном разряде, однако в 1992 году он ещё успел стать победителем серии турниров-«сателлитов» USTA в одиночном разряде. В 1993 году он выиграл свои первые «челленджеры» в парах (два в США с местным представителем Ричардом Смитом и один во Франции с соотечественником Грантом Стаффордом. Со Стаффордом же он пробился и в свой первый финал турнира АТР — это произошло в марте следующего года на Открытом чемпионате ЮАР. Образовав в конце 1994 года пару с нидерландским теннисистом Яном Симеринком, Феррейра в следующие полтора года четырежды играл с ним в финалах турниров АТР и выиграл два из них — сначала победив в финале турнира в Вене олимпийских чемпионов, сильнейшую пару мира Тодд Вудбридж-Марк Вудфорд, а затем завоевав титул на турнире АТР Super 9 в Монте-Карло. На Уимблдонском турнире 1996 года Симеринк и Феррейра дошли до полуфинала, где проиграли Гранту Коннеллу и Байрону Блэку. На Олимпийских играх 1996 года Эллис Феррейра со своим однофамильцем Уэйном добрался до четвертьфинала, вскоре после этого впервые попав в первую десятку рейтинга АТР в парном разряде.
С начала 1997 года американец Патрик Гэлбрайт, с которым Феррейра иногда выступал и до этого, стал его постоянным партнёром. За год они выиграли пять турниров и ещё дважды проигрывали в финалах. Эти результаты позволили Феррейре уже в марте подняться в рейтинге на пятую строчку, а в конце года принять участие в чемпионате мира АТР — турнире сильнейших теннисистов мира в одиночном и парном разрядах. На этом турнире, однако, они с Гэлбрайтом выиграли только один матч из трёх на групповом этапе и в плей-офф не попали.
В 1998 году новым партнёром Феррейры стал ещё один американец — Рик Лич. Вместе они выиграли за первую половину года два турнира, в том числе турнир ATP Super 9 в Майами (ещё один титул Феррейра завоевал с другим партнёром), и ещё трижды проигрывали в финалах. Добавив к этим успехам августовский финал Открытого чемпионата Канады и выступления в четвертьфиналах Открытого чемпионата Австралии и Уимблдонского турнира, они завершили сезон в ранге пятой пары мира, а индивидуально Феррейра, по ходу года вновь поднимавшийся до пятой строчки в рейтинге парных игроков, закончил его на десятом месте. За 1999 год побывав в двух финалах турниров АТР высшей категории (одна победа), Лич и Феррейра особенно удачно провели 2000 год. Уже на старте они выиграли Открытый чемпионат Австралии, в полуфинале победив местных фаворитов Вудбриджа и Вуфорда. Позже они добрались до финала Открытого чемпионата США, в общей сложности выиграв за год три турнира и столько же раз проиграв в финале, а на чемпионате мира АТР им удалось выйти в полуфинал. Феррейра завершил год на пятом месте в рейтинге, а в начале 2001 года поднялся в нём до второй позиции. Также в начале 2001 года он выиграл свой второй Открытый чемпионат Австралии — теперь в миксте с американкой Кориной Морариу.
Временный уход Лича с корта в начале 2001 года заставил, однако, Феррейру искать других партнёров; поиски продолжались всю весну без видимого результата, и даже возвращение Лича накануне Открытого чемпионата Франции не увенчалось немедленным успехом: в Париже восстановленная пара проиграла в третьем круге, на Уимблдоне и Открытом чемпионате США в четвертьфинале, и лишь к концу года сумела выиграть два турнира АТР подряд и обеспечить себе попадание в итоговый турнир года в парном разряде, который на сей раз носил неофициальный характер. Лич и Феррейра выиграли этот турнир, уступив лишь на старте группового этапа молодым американцам Бобу и Майку Брайанам и выиграв остальные четыре матча, в том числе у первой пары мира Дональд Джонсон-Джаред Палмер. Этот успех стал для Лича и Феррейры последним: с марта по июнь 2002 года они не сумели выиграть ни в одном турнире больше одного матча подряд. Расставшись после Уимблдона с Личем, Феррейра остаток сезона выступал с разными партнёрами, но ни с одним не пробился в турнирах АТР дальше полуфинала. Он завершил профессиональную игровую карьеру в феврале 2003 года.

## Финалы турниров Большого шлема за карьеру (3)

### Мужской парный разряд (1+1)
| Результат | Год  | Турнир                       | Партнёр | Соперники в финале           | Счёт в финале             |
| --------- | ---- | ---------------------------- | ------- | ---------------------------- | ------------------------- |
| Победа    | 2000 | Открытый чемпионат Австралии | Рик Лич | Уэйн Блэк Эндрю Кратцман     | 6-4, 3-6, 6-3, 3-6, 18-16 |
| Поражение | 2000 | Открытый чемпионат США       | Рик Лич | Максим Мирный Ллейтон Хьюитт | 4-6, 7-5, 6-7(5)          |

### Смешанный парный разряд (1+0)
| Результат | Год  | Турнир                       | Партнёрша      | Соперники в финале      | Счёт в финале |
| --------- | ---- | ---------------------------- | -------------- | ----------------------- | ------------- |
| Победа    | 2001 | Открытый чемпионат Австралии | Корина Морариу | Барбара Шетт Джошуа Игл | 6-1, 6-3      |

## Финалы в мужском парном разряде за карьеру (33)
| Легенда                                |
| -------------------------------------- |
| Большой шлем (1-1)                     |
| Итоговый чемпионат АТР (1-0)           |
| ATP Super 9/ATP Мастерс (4-6)          |
| ATP Championship Series/ATP Gold (2-4) |
| ATP World/ATP International (10-4)     |

| Результат | №   | Дата            | Турнир                                     | Покрытие | Партнёр         | Соперники в финале                      | Счёт в финале             |
| --------- | --- | --------------- | ------------------------------------------ | -------- | --------------- | --------------------------------------- | ------------------------- |
| Поражение | 1.  | 28 марта 1994   | Открытый чемпионат ЮАР, Сан-Сити           | Хард     | Грант Стаффорд  | Мариус Барнард Брент Хайгарт            | 3-6, 5-7                  |
| Поражение | 2.  | 17 июля 1995    | Штутгарт, Германия                         | Грунт    | Ян Симеринк     | Томас Карбонель Франсиско Роиг          | 6-3, 3-6, 4-6             |
| Победа    | 1.  | 16 октября 1995 | Вена, Австрия                              | Ковёр    | Ян Симеринк     | Тодд Вудбридж Марк Вудфорд              | 6-4, 7-5                  |
| Победа    | 2.  | 8 января 1996   | Сидней, Австралия                          | Хард     | Ян Симеринк     | Патрик Макинрой Сэндон Столл            | 5-7, 6-4, 6-1             |
| Runner-up | 3.  | 18 марта 1996   | Майами, США                                | Хард     | Патрик Гэлбрайт | Тодд Вудбридж Марк Вудфорд              | 1-6, 3-6                  |
| Победа    | 3.  | 22 апреля 1996  | Монте-Карло, Монако                        | Грунт    | Ян Симеринк     | Юнас Бьоркман Никлас Култи              | 2-6, 6-3, 6-2             |
| Победа    | 4.  | 6 января 1997   | Окленд, Новая Зеландия                     | Хард     | Патрик Гэлбрайт | Рик Лич Джонатан Старк                  | 6-4, 4-6, 7-6             |
| Победа    | 5.  | 17 февраля 1997 | Мемфис, США                                | Хард(i)  | Патрик Гэлбрайт | Рик Лич Джонатан Старк                  | 6-3, 3-6, 6-1             |
| Поражение | 4.  | 24 февраля 1997 | Филадельфия, США                           | Хард(i)  | Патрик Гэлбрайт | Себастьен Ларо Алекс О'Брайен           | 3-6, 3-6                  |
| Победа    | 6.  | 16 июня 1997    | Ноттингем, Великобритания                  | Трава    | Патрик Гэлбрайт | Дэнни Сапсфорд Крис Уилкинсон           | 4-6, 7-6, 7-6             |
| Победа    | 7.  | 6 октября 1997  | Вена (2)                                   | Ковёр    | Патрик Гэлбрайт | Марк-Кевин Гёлльнер Давид Приносил      | 6-3, 6-4                  |
| Победа    | 8.  | 13 октября 1997 | Лион, Франция                              | Ковёр    | Патрик Гэлбрайт | Оливье Делетр Фабрис Санторо            | 3-6, 6-2, 6-4             |
| Поражение | 5.  | 3 ноября 1997   | Стокгольм, Швеция                          | Хард(i)  | Патрик Гэлбрайт | Марк-Кевин Гёлльнер Ричи Ренеберг       | 3-6, 6-3, 6-7             |
| Поражение | 6.  | 6 января 1998   | Аделаида, Австралия                        | Хард     | Рик Лич         | Джошуа Игл Эндрю Флорент                | 4-6, 7-6, 3-6             |
| Поражение | 7.  | 16 февраля 1998 | Мемфис, США                                | Хард(i)  | Давид Родити    | Тодд Вудбридж Марк Вудфорд              | 3-6, 4-6                  |
| Победа    | 9.  | 16 марта 1998   | Майами, США                                | Хард     | Рик Лич         | Алекс О’Брайен Джонатан Старк           | 6-2, 6-4                  |
| Поражение | 8.  | 13 апреля 1998  | Барселона, Испания                         | Грунт    | Рик Лич         | Паул Хархёйс Якко Элтинг                | 5-7, 0-6                  |
| Победа    | 10. | 27 апреля 1998  | Атланта, США                               | Грунт    | Брент Хайгарт   | Алекс О’Брайен Ричи Ренеберг            | 6-3, 0-6, 6-2             |
| Поражение | 9.  | 11 мая 1998     | Открытый чемпионат Италии, Рим             | Грунт    | Рик Лич         | Махеш Бхупати Леандер Паес              | 4-6, 6-4, 6-7             |
| Победа    | 11. | 8 июня 1998     | Халле, Германия                            | Трава    | Рик Лич         | Марк-Кевин Гёлльнер Джон-Лаффни де Ягер | 4-6, 6-4, 7-6             |
| Поражение | 10. | 3 августа 1998  | Торонто, Канада                            | Хард     | Рик Лич         | Джим Грабб Мартин Дамм                  | 7-6, 2-6, 6-7             |
| Поражение | 11. | 8 марта 1999    | Индиан-Уэллс, Калифорния, США              | Хард     | Рик Лич         | Уэйн Блэк Сэндон Столл                  | 6-74, 3-6                 |
| Победа    | 12. | 10 мая 1999     | Открытый чемпионат Италии, Рим             | Грунт    | Рик Лич         | Дэвид Адамс Джон-Лаффни де Ягер         | 6-7, 6-1, 6-2             |
| Победа    | 13. | 10 января 2000  | Окленд, Новая Зеландия                     | Хард     | Рик Лич         | Оливье Делетр Джефф Таранго             | 7-5, 6-4                  |
| Победа    | 14. | 17 января 2000  | Открытый чемпионат Австралии, Мельбурн     | Хард     | Рик Лич         | Уэйн Блэк Эндрю Кратцман                | 6-4, 3-6, 6-3, 3-6, 18-16 |
| Победа    | 15. | 10 апреля 2000  | Атланта (2)                                | Грунт    | Рик Лич         | Джастин Гимелстоб Марк Ноулз            | 6-3, 6-4                  |
| Поражение | 12. | 19 июня 2000    | Ноттингем, Великобритания                  | Трава    | Рик Лич         | Дональд Джонсон Пит Норвал              | 6-1, 4-6, 3-6             |
| Поражение | 13. | 7 августа 2000  | Цинциннати, США                            | Хард     | Рик Лич         | Тодд Вудбридж Марк Вудфорд              | 6-76, 4-6                 |
| Поражение | 14. | 28 августа 2000 | Открытый чемпионат США, Нью-Йорк           | Хард     | Рик Лич         | Максим Мирный Ллейтон Хьюитт            | 4-6, 7-5, 6-75            |
| Поражение | 15. | 15 октября 2001 | Штутгарт, Германия                         | Хард(i)  | Джефф Таранго   | Максим Мирный Сэндон Столл              | 6-70, 6-74                |
| Победа    | 16. | 22 октября 2001 | Базель, Швейцария                          | Ковёр    | Рик Лич         | Махеш Бхупати Леандер Паес              | 7-63, 6-4                 |
| Победа    | 17. | 29 октября 2001 | Париж, Франция                             | Ковёр    | Рик Лич         | Махеш Бхупати Леандер Паес              | 3-6, 6-4, 6-3             |
| Победа    | 18. | 29 января 2002  | ATP Doubles Challenge Cup, Бангалор, Индия | Хард     | Рик Лич         | Павел Визнер Петр Пала                  | 6-76, 7-62, 6-4, 6-4      |